# Orquestra de Cambra Terrassa 48
L'Orquestra de Cambra Terrassa 48 (OCT48) és un conjunt orquestral amb seu a Terrassa fundat l'any 2000 i dirigit pel sabadellenc Quim Térmens. És una formació estable especialitzada en el repertori escrit per a cordes, que té el suport de l'Ajuntament de Terrassa, la Diputació de Barcelona i de la Generalitat de Catalunya. Des de la temporada 2004-20005 és orquestra resident de l'Auditori Municipal de Terrassa, on ofereix un cicle estable de concerts. Ha fet concerts per tota la geografia catalana i per l'Estat espanyol, ha col·laborat en importants produccions simfonicocorals i ha fet enregistraments per als segells Ars Harmònica, la Mà de Guido, la Corporació Catalana de Ràdio i Televisió i per al Centre Robert Gerhard. L'OCT48 ha explorat nous camins musicals i escènics amb la creació d'espectacles multidisciplinaris de producció pròpia.